# Создание Чехословакии
Создание Чехословакии — история создания совместного государства чехов и словаков.
1918 год, в истории Европы, является кульминацией длительной борьбы чешского народа против Австрийской власти и словацкого народа против Венгерской власти и мадьяризации и создании или отдельных государств или совместного государства чехов и словаков.

## Ранняя история
Предки чехов и словаков около 30 лет находились в составе Государства Само в VII веке. Позднее, предки моравов и чехов были объединены в государстве Великая Моравия, которая пала в 907 году. В течение некоторого времени предки чехов также были его частью, но отделились в 895 году. Также, во второй половине X века чехи захватили западную часть Словакии и правили ею около 30 лет. С этого момента и до создания Чехословакии более не было случаев объединения этих двух народов. В XI веке Словакия была захвачена венграми, а чехи управляли своим княжеством (с 1198 — королевством) Богемия с 900-х по 1918 год, хотя и находились под властью различных государств, в том числе, Австро-Венгрии.
И чехи, и словаки вели борьбу с могущественными соседями: чехи — с германцами, словаки — с венграми.
Контакты между чехами и словаками начали происходить в XIV веке, когда словаки стали учиться в Пражском университете, а затем продолжились в XV веке, во время походов гуситов в Словакию, а также в XVII веке, когда чешские протестанты бежали в Словакию.
Между XV и XVIII веками, некоторые образованные словаки владели чешским языком так же хорошо, как и латинским. Чехи и словаки были формально объединены в 1436—1439, 1453—1457 и 1490—1918, когда Венгрия (которая включала в себя Словакию), Богемия и другие страны (края) Центральной Европы были под властью одного короля.